# 東京高等師範学校
| 東京高等師範学校 | 東京高等師範学校                  |
| ---------------- | --------------------------------- |
| 創立             | 1886年 （「高等師範学校」として） |
| 所在地           | 東京市神田区                      |
| 初代校長         | 山川浩                            |
| 廃止             | 1952年                            |
| 後身校           | 東京教育大学 （現・筑波大学）     |
| 同窓会           | （社）茗溪会                      |

東京高等師範学校（とうきょうこうとうしはんがっこう）は、1886年（明治19年）4月、東京市神田区（現在の東京都文京区）に設立された官立の高等師範学校（旧制教育機関）である。略称は「東京高師」（とうきょうこうし）。
この項目では、その前身であり、1872年（明治5年）に設立された「（東京）師範学校」についても扱う。

## 概要

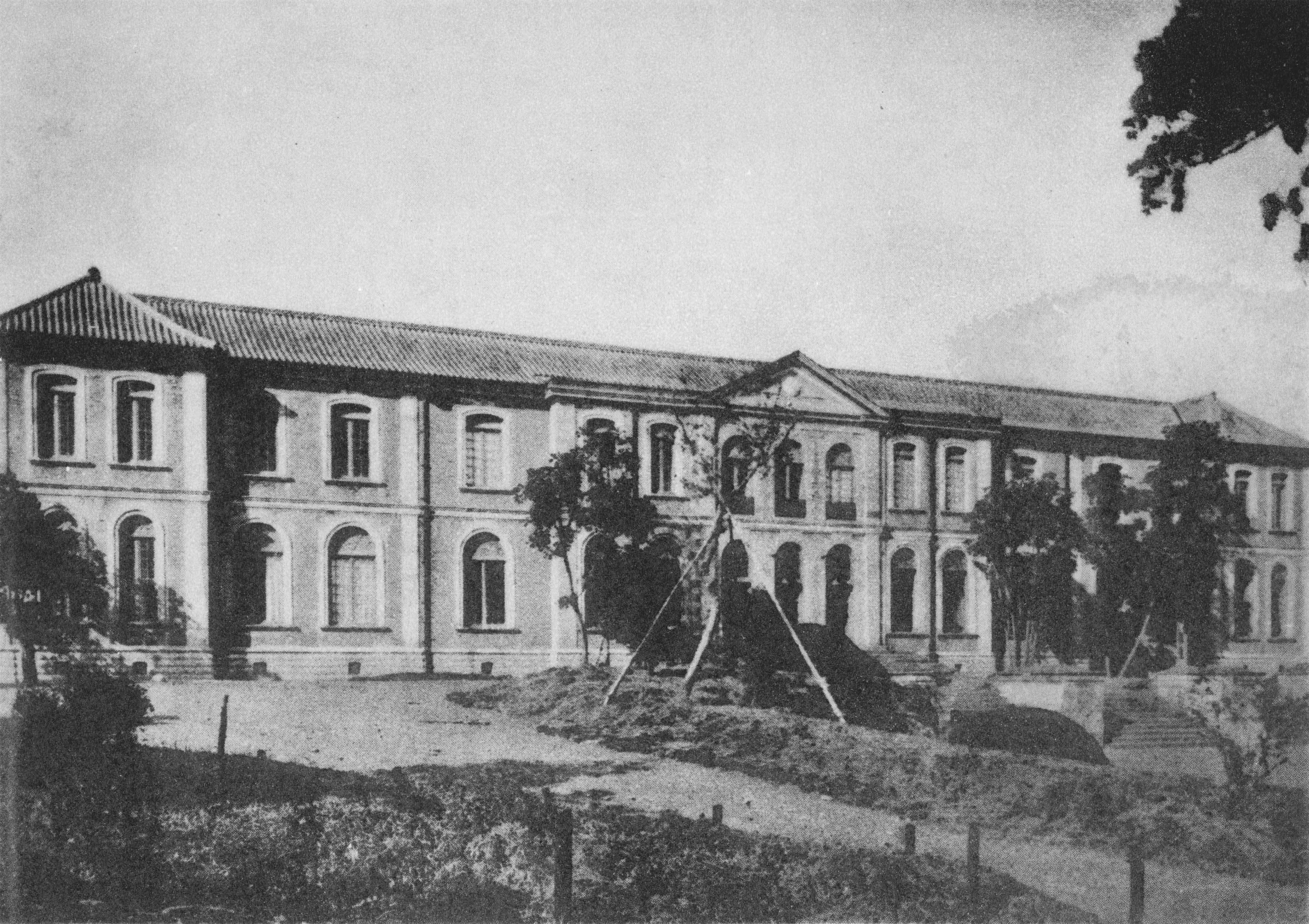
1887年改築の高等師範学校校舎（御茶の水）

1886年4月、日本初の中等教員養成機関「高等師範学校」として設立され、1902年4月東京高等師範学校に改称された。その前身は、日本で最初に設立された官立の教員養成機関「師範学校」（のち東京師範学校と改称）である。1929年4月、東京高師の大学昇格運動の結果旧制官立大学たる東京文理科大学が設立されるとその附置機関となった。修業年限3年（本科）で学科としては文科・理科・体育科が設置され、附属小学校・附属中学校なども附設された。廃止時には広島・金沢・岡崎と並ぶ官立4高師の一つであった。
森有礼が「教育の本山」と称したように、長らく広島高師とともに近代日本の中等教育界に大きな影響力を有する存在であり続け、また3期23年余に渡り校長を務めた嘉納治五郎の下で日本の学生スポーツ濫觴の場となったことでも知られる。
戦後の学制改革により1949年5月、新制東京教育大学が発足すると、旧制東京文理科大学および旧制専門学校たる旧制東京農業教育専門学校・旧制東京体育専門学校とともに同大学に包括されてその教育学部などの構成母体となり、1952年に廃止された（その後東教大は筑波大学に改組）。東京高師の附属小・附属中学は、それぞれ東教大の附属小学校および附属中学校・高等学校となった（現在の筑波大学附属小学校、筑波大学附属中学校・高等学校の前身）。
また、東京師範学校の同窓会として結成された「茗渓会」は東京高師を継承する東京文理大・東教大・筑波大の共通の同窓会として存続している。

## 沿革

### 師範学校から東京師範学校へ
1872年5月（明治5年4月）に湯島聖堂（旧昌平坂学問所）に設置された文部省は、学制公布（同年9月（旧暦8月））に先立ち、近代教育の担い手となるべき教員の育成を重視し正院に「小学教師教導場ヲ建立スルノ伺」を提出した。この「伺」が正院による認可を受けたことで同年7月4日（旧暦5月29日）、「師範学校」が東京府下に設立されることが決定され、同時に生徒募集が広く布達された。学制公布後の9月（旧暦7月末）に諸葛信澄を初代校長として開校された師範学校では、師範教育に詳しいアメリカ人教育者M・M・スコットが唯一の教師として採用され、教科書・教具器械すべてをアメリカから取り寄せ、アメリカの小学校の教授法をそのまま導入して小学校教員の養成を進めた。同校は日本最初の（小学）教員養成機関として、将来全国に設立されるべき教員養成機関のモデルケースとしての役割を果たし、校内「編輯局」では新たな教科書が編纂され、全国の小学校の範例となるべき「小学教則」が編成された。開校翌年の1873年（明治6年）7月に送り出された第1回の師範学校卒業生は、各府県の教員養成機関の訓導や府県庁の学務担当吏員となって新たな教授法・教育課程を全国に普及させることに尽力した。また併せて設置された「練習小学校」（附属小学校）も、新たな教授法を実験・練習するための施設であると同時に、全国に設立されつつある小学校のモデル校となった（現在の筑波大学附属小学校の起源）。
1873年（明治6年）8月、東京以外の6大学区にも官立師範学校（大坂・宮城・愛知・広島・長崎・新潟）が設立されると、東京の師範学校は東京師範学校と改称、翌74年のスコット辞任後は原則として日本人教師が教授することとなった。次いで小学校に接続する中等学校教員の需要が必然化したため、文部省は1875年（明治8年）8月、同校への中等教員養成のための「中学師範学科」設置を布達。その後、西南戦争に伴う財政難により、1878年（明治11年）までに同校及び東京女子師範学校を除く官立師範学校6校が廃校となり、小学教員養成が府県立師範学校に担われるようになると、東京師範学校は次第に中等学校教員の養成機関へと変化していくこととなる。一方、1878年以降、師範教育研究のための米国留学から帰国した伊沢修二・高嶺秀夫らを中心に、ペスタロッチ主義（開発主義）に基づく教授法改革や学校設備・管理法の整備が実践的に進められ、1882-83年の府県から召募した「小学師範学科取調員」への講習、83年以降の「府県選挙師範生徒」募集制度を通じて、それらの全国的普及が企図された。1885年（明治18年）には東京女子師範学校（およびその附属学校園）を統合して「女子部」とし、東京師範学校は全国唯一の官立師範学校となるに至った。

### 高等師範学校から東京高等師範学校へ

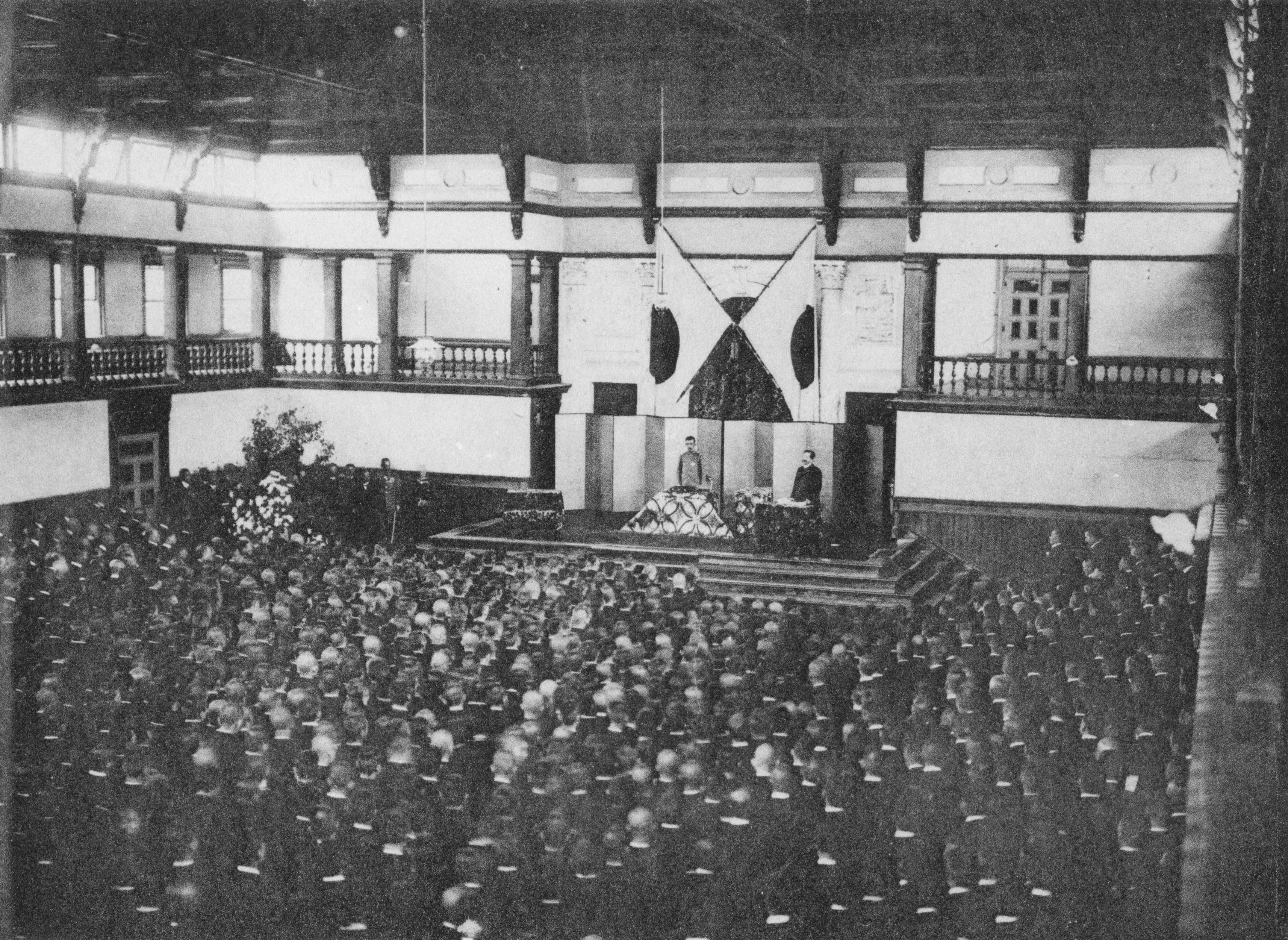
東京高師創立40年記念式（1911年）

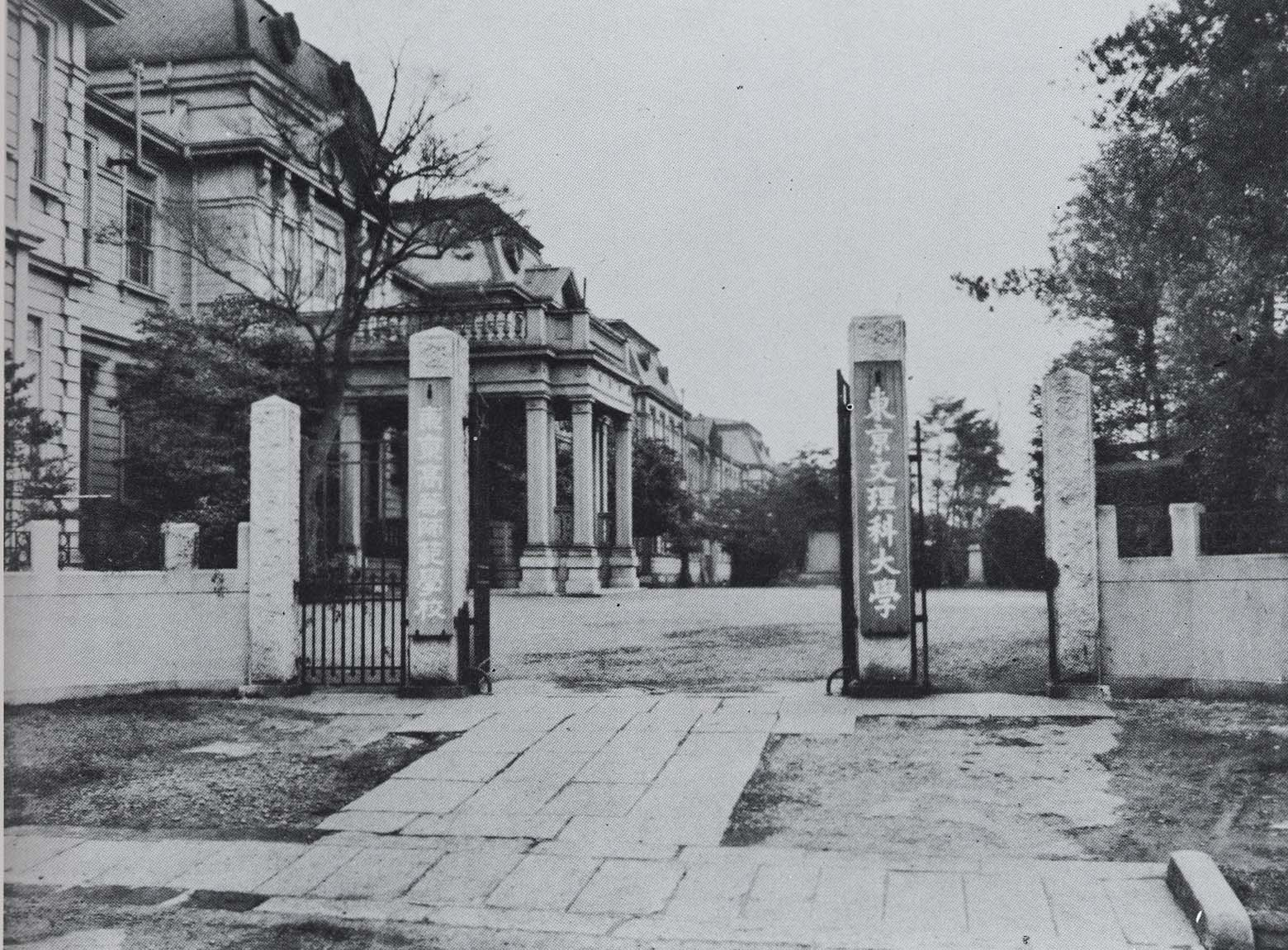
東京文理科大学附置時代の東京高等師範学校 / 両校が共有していた大塚校地は、戦後の東京教育大学本部（大塚）キャンパス時代を経て現在は筑波大学東京キャンパス文京校舎および教育の森公園となっている。

1886年（明治19年）4月の師範学校令により尋常師範学校と区別される高等師範学校が制度化されると、東京師範学校は高等師範学校へと改称・改組されて全国唯一の高等師範学校となり、初代校長には現役陸軍軍人（歩兵大佐）の山川浩が就任兼務した。同校は文部大臣管轄下で国費によって運営される官立学校であり、小学教員養成を担う尋常師範学校の校長・教員を主とする中等学校教員の養成を目的とした。師範学校令では生徒募集・卒業生服役規則および学科・課程も文部大臣が定めるところによるものとされ、同年10月には学科課程・募集規則等を規定、修業年限3年で尋常師範学校卒業者を対象とする「男子師範学科」、修業年限4年で尋常師範学校第2学年修了者を対象とする「女子師範学科」が設置された（後者は1890年に女子高等師範学校〈のち東京女子高等師範学校と改称〉として分離独立）。かくして高等師範学校の運営は他の尋常師範とともに国家の強力な支配の下に置かれることとなり、森有礼初代文部大臣の管理下では、忠君愛国教育の推進の要として、兵式体操導入と併せて寄宿舎生活から服装に至るまで軍隊的編成がすすめられた。さらに1897年（明治30年）に師範学校令に代わり師範教育令が制定されると、高師は師範学校（尋常師範学校を改称）・尋常中学校・高等女学校など広く中等学校全般の教員養成機関として位置づけられ、これに相応しい学科・課程が整備された。これ以降、同校は全国の中等学校に教員を供給し続け、1882年（明治15年）に発足した同窓会「茗渓会」とともに戦前期の中等教育界に大きな影響を及ぼすこととなった。
1902年（明治35年）、第2の官立高師が広島に設立されると高等師範学校は東京高等師範学校と改称、1911年（明治44年）には広島を含む高師卒業者を対象とする「専攻科」が設置された。また1890年（明治23年）以降1920年（大正9年）に至るまで、3度にわたり校長に就任した嘉納治五郎の下で「軍隊化」方針が一部緩和され、スポーツ活動を通じた人材育成が進められた結果、日本の学生スポーツ濫觴の場となり、特に第一次世界大戦後に日本のスポーツが世界に飛躍していく基礎が築かれることになった。
1918年（大正7年）の大学令の制定以降、第一次世界大戦後の政府の高等教育拡充政策の中で多くの高等教育機関（旧制専門学校）が大学への昇格を果たす中、東京高師においても、校友会が「吾人はすでに忍ぶべきを忍び堪うべきを堪えたり。今や我らは起りて死力を尽して目的の貫徹に努むるのみ」と宣言し、教授会・茗渓会と連携し、「教育尊重、精神文化の宣揚」をスローガンに掲げ大学昇格運動が高揚した 。
この結果、高師専攻科を母体として官立単科大学が設立されることとなり、1929年（昭和4年）東京文理科大学として発足したが、それに先立つ政府・議会の審議では、教員養成を専門とする師範大学か、研究に重点を置く単科大学かについて論争が生じ、結局後者の意見が通り文理学部のみを置く文理科大学として実現をみたという経緯があった。従って東京高師は東京文理科大学への昇格（吸収）ではなく、文理大に附置されるという形でそのまま存続したため、その後の高師と文理大との関係に微妙な影を落とすこととなった。
さらにこの時期には、各府県の師範学校の本科に中等教員養成のための「第2部」が設置されるようになり、また大学令によって大学に昇格した私学においても同様の高等師範部の設置が認められ、これらが拡充整備されるに伴って中等学校教員養成機関としての東京高師（および広島高師）の比重は相対的に低下せざるを得ず、1929年（昭和4年）以降の大恐慌による財政難を理由に、東京高師と東京文理大はしばしば文部省からの廃止論に直面することとなった。こうした状況を打開するため、高師および茗渓会は文理大をフランスのエコール・ノルマルに範をとった師範大学に改編するようたびたび運動したが、これは研究を重視する文理大との対立を生じることとなった。また1932年（昭和7年）、高師の3年修了者にも大学進学が認められると、以降高師は文理大の予科化の傾向をたどった。
第二次世界大戦後、高師・文理大を中心にその他の教員養成機関との統合により新制大学が設置されることが決まると、新設されるべき大学におけるイニシャティヴを巡り両校の対立が再燃した。すなわち文理大が一般教養と教職的教養を両立する「文理科大学」構想を掲げたのに対し、高師は新大学を教員養成の最高機関とする「教育大学」構想を打ち出して東京農業教育専門学校・東京体育専門学校と連合、両者ともに譲らず、この抗争が新たに発足する東京教育大学の初期の大学運営に大きく影響することとなった。1949年（昭和24年）5月、新制東京教育大学の発足とともに高師は同校に包括され、1952年（昭和27年）名実ともに廃止となった。

## 学資支給と卒業後の奉職義務
東京高等師範学校生徒は原則として全員寄宿舎に入舎し、授業料は徴収されなかった。また、被服及び食費については官費より学資が支給された（但し、研究生・撰科生・官費専修生以外の専修生は自弁）。その代わりに、卒業後は所定の年限（当初は男子生徒は卒業証書受得日より10箇年かつ初めの3箇年は文部省指定の場所に奉職、以後漸減）の間、旧制中学校・高等女学校や師範学校などの教育に関する職務に従事する義務が課された（高等師範学校卒業生服務規則参照）。こうした条件を背景に、帝国大学の授業料を払えない貧困家庭の優秀な人材が高師に集まった。高師卒業者は教育界では一大勢力を有し、1937年（昭和12年）時点で、中等教育機関の校長の68.4%は高師卒（東京高師以外の高師を含む）で、帝国大学卒（全ての帝大対象）は16.7%であった。なお、最終的に教職を目指さない者は、東京高師卒業後、所定の奉職年限を務めた後、帝大に進学する例も少数ながら散見される（例えば東急グループの実質的創始者五島慶太など）。

## 年表

### 「師範学校」時代 (1872–73)
- 1872年（明治5年）
  - 5月28日（旧4月22日）- 文部省、「小学教師教導場ヲ建立スルノ伺」を正院に提出。
  - 6月18日（旧5月13日）- 正院より允許。
  - 7月4日（旧5月29日）- 文部省、東京に師範学校の設置を決定。
  - 9月1日（旧7月29日）- 「師範学校」開校 （旧昌平黌の建物を転用、教師は米国人M・M・スコット、通訳は坪井玄道）
  - 9月4日（旧8月2日） - 学制公布。
  - 9月（旧8月）- 入学試験実施。54名入学（官費生、和漢学の素養ある20歳以上の壮者）。
    - 小学教授法の伝習を目的とし、学力により上等生・下等生に分類。学科・課程等存在せず。

  - 12月（旧11月）- 編輯局を設置（教科書・掛図を編纂）。
- 1873年（明治6年）
  - 1月10日 - 徴兵令公布。
  - 1月 - 「練習小学校」を附設 （4月開校：筑波大学附属小学校などの起源。以下後述）。
  - 5月 - 寄宿舎（全寮制）を設置。
  - 6月 - 教則改正。教授法伝習と併行に余科（初等・上等）を新設[3]、修業年限2年に。
  - 7月 - 最初の卒業生10名。

### 「東京師範学校」時代 (1873–86)
- 1873年（明治6年）
  - 8月 - 7大学区での官立師範学校設立に伴い、「東京師範学校」と改称。
  - 10月 - 第2回生徒52名入学　（原則25歳以上：翌74年2月、追加募集し38名入学）。
  - この年 、小学教則を編纂。
- 1874年（明治7年）
  - 3月 - 休日を日曜日及び祝祭日とする。
  - 4月 - 教則改正。余科を廃し、本科・予科に改編（予め普通教育に必要な学科修了後に実地授業）。
  - 5月18日 - 明治天皇臨幸。
  - 7月 - 校舎を洋式に改築。
  - 8月 - 教師スコットが満期解職。
- 1875年（明治8年）
  - 3月 - 予科教則を選定（7月廃止）。本科生・予科生に分類。
  - 7月 - 予科生を廃し、以後入学者はすべて試験生とし、学業品行を検して本科生とする。
  - 8月13日 - 中学師範学科設置の文部省布達。
  - 9月 - 募集年齢を18歳以上25歳以下に（のち、上限廃止）。
  - 9月 - 学年を9月より翌年7月までと定める。
- 1876年（明治9年）
  - 4月 - 中学師範学科に60名入学（修業年限2年に仮定、中学教員養成の嚆矢）。
  - 5月 - 教場及び寄宿舎を増築。
- 1877年（明治10年）
  - 7月 - 修業年限を小学師範学科2年半、中学師範学科3年半に延長。学科・課程を整備。
- 1878年（明治11年）
  - 5月 - 校舎の修繕・増築竣工（77年11月起工）。
  - 7月 - 修業年限を小学師範学科3年、中学師範学科3年半、両学科修業の場合6年と仮定。
  - 7月 - 中学師範学科初の卒業生12名。
  - 10月 - 伊沢修二・高嶺秀夫が校長補・校長補心得に、翌79年3月には校長・校長補に就任。
- 1879年（明治12年）
  - 2月 - 教則改正。学科課程を予科2年、高等予科2年、本科1年に編成。
    - 修業年限は、小学師範学科は予科→本科で計3年、中学師範学科は予科・高等予科→本科で計5年に延長。
    - 予科・高等予科では普通学科、本科では教育専門の学科を修業。

  - 9月29日 - 教育令公布。
  - 10月27日 - 徴兵令改正。
- 1880年（明治13年）
  - 6月 - 「生徒寄合会」結成 （校友会の端緒）。
  - 12月28日 - 教育令改正。
- 1881年（明治14年）
  - 7月 - 高嶺秀夫が校長兼教諭に就任。
- 1882年（明治15年）
  - 4月29日 - 卒業生による「東京茗溪会」結成 （12月に東京茗渓会雑誌発行）
  - 9月 - 小学師範学科取調員27名入学 (教授法改良のため府県から召募、修業1年、翌83年7月22名卒業）。
  - 12月 - 校舎火災。物理学教場一棟・書庫・寄宿舎を残して講堂・文学及び数学教場が焼失。
- 1883年（明治16年）
  - 1月 - 附属小学校の新校舎落成 （附属小を間借りして授業再開）。
  - 4月28日 - 府県選挙師範生徒募集規則（文部省達）。
    - 普通教育改良のため、府県で小中学校教員志願者（17-22歳）から試験選抜し、東京師範学校へ派遣。
    - 学資は府県負担、卒業後は出身府県の学校に従事。

  - 8月 - 小学師範学科規則改正。小学全科の教員を養成　（師範学校教則大綱における高等師範学科に相当）。
    - 修業年限4年、入学資格は小学高等科卒業以上。体操科に歩兵操練導入。（86年11月卒業生が最終）

  - 8月 - 附属小学校規則改正。小学校教則綱領に基づき小学科を初等・中等・高等に分け、男児小学校の模範校に。
  - 9月 - 中学師範学科規則改正。中学校・師範学校等の教員を養成。初等・高等中学師範学科に分化。
    - 初等中学師範学科のみ設置し、修業年限4年、入学資格は初等中学科卒業以上。体操科に歩兵操練導入。（89年4月卒業生が最終）

  - 12月28日 - 徴兵令改正。一年志願兵制度創設（11条）、官立公立学校（小学校を除く）の歩兵操練科卒業証書所持者の兵役年限短縮（12条）、官立公立学校教員の徴集猶予（18条3項）。
- 1885年（明治18年）
  - 5月5日 - 体操科に兵式体操を試験的に導入[4]。
  - 8月12日 - 教育令改正。
  - 8月26日 - 文部省御用掛・森有礼が監督に就任 （12月初代文部大臣に）。
  - 8月27日 - 東京女子師範学校を併合し「女子部」を設置。
  - 10月15日 - 府県立師範学校長教員ヲ養成ノ為生徒募集ノ件（文部省達）。
    - 府県立師範学校の高等師範学科第1級生徒もしくは該等科卒業生より選抜、生徒の学資旅費等は東師より支給、卒業後は文部省が就職地及び俸給等を指定。

  - 12月28日 - 体操伝習所を附属とする。

- 1886年（明治19年）
  - 2月15日–25日 - 長途遠足実施 （東京–銚子間を往復行軍：修学旅行の嚆矢）
  - 3月6日 - 陸軍省総務局制規課長陸軍歩兵大佐・山川浩が校長兼任。

### 「高等師範学校」時代 (1886–1902)
- 1886年（明治19年）
  - 4月10日 - 師範学校令（勅令）公布[5]。
    - 高等師範学校卒業生は、尋常師範学校（又は各種学校）の学校長及び教員に任ずべきものと規定（第10条）。

  - 4月30日 - 高等師範学校高等中学校東京商業学校官制（勅令）公布により、「高等師範学校」に改編・改称。
    - 附属体操伝習所を廃止し、体操専修科を設置。
    - 舎監を設置 （寄宿舎の事務を職掌）。
    - 山川浩が引き続き校長兼任。

  - 5月18日 - 明治天皇臨幸。29日には皇太后・皇后行啓。
  - 9月 - 生徒編成ノ定則・寄宿舎諸規則・男子舎監職務概則を定め、寄宿舎の軍隊式分団編成を明文化。
    - 男子生徒の洋式制服・制帽・帽章（高師の二字を配した十六瓣菊花紋章の徽章）を指定。女子生徒は10月に「洋服」[6]指定。

  - 10月14日 - 高等師範学校ノ学科及其程度・高等師範学校生徒募集規則・高等師範学校卒業生服務規則（文部省令）[7]。
    - 男子師範学科（修業年限3年、尋常師範学校卒業者に資格）・女子師範学科（同4年、尋常師範学校第2学年修了又は同等の学力を有する者に資格）を設置。
    - 男子師範学科のみ理化学科・博物学科・文学科の分科制採用（86年に理化学科、87年に博物学科、88年に文学科を順次募集し、1892年に初めて三分科同時募集）。
    - 男子師範学科は教育学・倫理学・音楽・体操[8]の共通科目の他に分科別の指定科目、女子師範学科は倫理・教育・国語漢文・英語・数学簿記・地理歴史・博物・物理化学・家事・習字図画・音楽・体操の科目を設置。
    - 学年を改め、4月1日〜翌年3月31日に変更。

  - 12月22日 - 尋常師範学校尋常中学校及高等女学校教員免許規則（文部省令）。
    - 男子師範学科卒業生には尋常師範・中学校及び高等女学校、女子師範学科卒業生には尋常師範女子部及び高等女学校の教員免許状授与。
- 1887年（明治20年）
  - 2月 - 単級教場を新設し、教授法を研究。
  - 3月 - 煉瓦造の新校舎落成 （84年2月起工）。女子部寄宿舎規則を定める。
  - 11月 - 高等師範学校学則を定める。
- 1888年（明治21年）
  - 5月 - 女子部舎監職務概則を定める。
  - 9月 - 附属小学校を「附属学校」に改称し、尋常中学科・高等小学科・尋常小学科を設置。
- 1889年（明治22年）
  - 2月 - 森有礼文部大臣刺殺される。
  - 4月 - 中学師範学科23名卒業（東京師範学校初等中学師範学科最後の卒業生）。
  - 7月 - 文部省総務局所属の教育博物館（国立科学博物館の前身）を附属施設とし、接続地へ移転[9]。
  - 11月13日 - 徴兵令中改正。官公立小学校教員の六週間現役兵制度導入。
- 1890年（明治23年）
  - 3月 - 高等師範学校生徒学資支給法を定める。
  - 3月24日 - 女子部を分離し「女子高等師範学校」を設置（勅令）[10]。
- 1891年（明治24年）
  - 7月 - 文部省直轄諸学校官制（勅令）改定。
  - 8月 - 山川浩校長依願退任。高嶺秀夫校長兼教授に。
  - 11月 - 帝国大学及文部省直轄諸学校教官俸給ノ件（勅令）。
  - 12月 - 高等師範学校生徒学資支給規程改定。
- 1892年（明治25年）
  - 7月 - 目的編成等改正の要項を定める。（学科・科目を改正して翌93年4月より一年生に限定実施）
    - 尋常師範学校・尋常中学校教員の養成、普通教育の方法を研究することを目的。
    - 修業年限を4年に。研究科・撰科を新設。
    - 文学科を甲科（国語漢文）と乙科（外国語）に分ける。
- 1893年（明治26年）
  - 6月28日 - 東京音楽学校を附属音楽学校とする（勅令）[11]。
  - 8月 - 文部省直轄諸学校職員定員（勅令）公布。
  - 8月 - 帝国大学文部省直轄諸学校及東京図書館高等官官等俸給令（勅令）公布。
  - 9月 - 高嶺秀夫校長依願退任。嘉納治五郎校長に。
- 1894年（明治27年）
  - 2月3日 - 公立尋常中学校卒業生にも応募資格付与（文部省令）[12]。
  - 3月5日 - 尋常師範学校尋常中学校高等女学校教員免許検定ニ関スル規定（文部省令）。
    - 高師・女高師卒業生には検定を行わずに教員免許状を授与。

  - 4月6日 - 高等師範学校規程（文部省令）[13]。
  - 7月 - 高等師範学校規則を改定[14]。
    - 尋常師範学校・尋常中学校の学校長及び教員の養成を目的。
    - 理化学科・博物学科・文学科の分科区分を改め、文科・理科の2学科を設置。
    - 共通科目として倫理・教育学・国語・英語・体操、文科の科目として漢文・歴史・地理・哲学・経済学と随意科目として独語・習字を置き、理科の科目として数学・物理・化学・地学・植物・動物・生理・農業・手工・図画と随意科目として独語を設置。
    - 研究科・専修科・撰科（いずれも私費生）を新設。

  - 秋頃 - 大運動会を開催し柔道部を創設。
- 1895年（明治28年）
  - 3月 - 国語漢文専修科及び英語専修科規則を仮定。
  - 7月 - 寄宿舎の軍隊式分団編成を廃止。
- 1896年（明治29年）
  - 3月 - 嘉納校長、運動部を統括する「運動会」結成、初代会長就任。
    - 当初は柔道部・撃剣及び銃槍部・弓技部・器械体操部・ローンテニス部・フートボール部・ベースボール部・自転車部の8部、その後ボート部・徒歩部・游泳部・卓球部・ラ式フートボール部など創部。

  - 5月 - 地理歴史専修科規則を定める。
  - 12月 - 寄宿舎一棟新築。
  - 12月 - 附属学校の小学科を附属小学校、尋常中学科を附属尋常中学校に分離。
  - 嘉納校長、清国留学生の教育を私塾にて引き受け始める。
- 1897年（明治30年）
  - 3月 - 第2回国語漢文専修科規則を定める。
  - 7月 - 高等師範学校生徒募集規則・高等師範学校卒業生服務規則（文部省令）改定[15]。
  - 7月 - 臨時官費専修生ニ関スル規則・臨時官費専修生学資支給規程を制定。→官費専修科（国語・漢文・英語・数学科）を設置
  - 8月 - 嘉納治五郎校長非職→11月再任。
  - 10月9日 - 師範教育令（勅令）公布。→高等女学校の教員養成を目的に付加
- 1898年（明治31年）
  - 2月 - 御茶の水から池上本門寺まで降雪のなか各級健脚競走開催（個人優勝は1時間22分で服部教一、団体優勝は文科一年。長距離競走の嚆矢で1901年に第2回、以降毎年開催）
  - 4月 - 高等師範学校規程中改正（文部省令）。
    - 文科・理科を細分化し6部構成とする。文科には教育学部・国語漢文部・英語部・地理歴史部、理科には理化数学部・博物学部を設置。学科目は倫理・教育学・国語・英語・体操の共通科目のほかは各部独自な科目を設置。

  - 4月 - 高等師範学校生徒学資支給規程（訓令）改定。
  - 6月 - 嘉納治五郎、文部省普通学務局長専任となり校長退任。
  - 11月 - 庭球部が高等商業学校（現・一橋大学）との対抗試合開催（日本テニス史上初の対抗戦）。
- 1899年（明治32年）
  - 3月 - 官費専修科規則・官費専修生学資支給規程（訓令）制定。同専修科（手工・体操・物理学化学・動物学植物学・農学地学科）を設置。
  - 4月 - 附属音楽学校を「東京音楽学校」に分離・改称（勅令）。
  - 4月 - 附属尋常中学校を附属中学校に改称。
  - 6月 - 生徒服制改定。
- 1900年（明治33年）
  - 1月 - 高等師範学校規程中改正（文部省令）。
    - 文科・理科の区分を廃して予科1年・本科3年・研究科1年の課程とし、本科を第一から第四学部（語学系・地歴系・数物化学系・博物系）に分別。研究科入学資格は本科卒業生又はそれ以外の私費生。専修科（3年）の設置理由に高女教員不足の場合も付加。

  - 5月2日 - 同窓会「茗渓会」が社団法人となる（主務官庁は文部省）。
  - 6月 - 官費専修科（国語漢文・英語・数学科）を設置。
  - 9月 - 生徒服制を一部改正（フランス型帽を海軍帽とし、襟章を予科 I・本科 II・研究科 III・専修科S・撰科無印に）。
- 1901年（明治34年）
  - 5月 - 嘉納治五郎校長に再任。官費専修科（国語漢文・英語科）を設置。
  - 10月 - 嘉納校長、運動会及び寄合会を合併し「校友会」に改組。初代会長就任。

### 「東京高等師範学校」時代 (1902–49)
- 1902年（明治35年）
  - 3月28日 - 文部省直轄諸学校官制改正、文部省直轄諸学校職員定員令、臨時教員養成所官制（勅令）公布。　→広島高等師範学校設置に伴い、4月1日より「東京高等師範学校」と改称[16]
  - 3月29日 - 臨時教員養成所規程（文部省令）制定。
  - 5月 - 官費専修科（修身体操・地理歴史・物理学化学科）を設置。
- 1903年（明治36年）
  - 1月 - 高等師範学校規程中改正（文部省令）により、本科を5部構成（国語漢文部・英語部・地理歴史部・数物化学部・博物学部）に。
  - 4月 - 小石川区大塚窪町の新校舎に移転。
  - 6月 - 官費専修科（修身教育・英語科）を設置。
  - 8月 - 官費専修科（数学科）を設置。
  - 11月 - 高等師範学校卒業生服務規則改正（翌年4月1日施行）[17]：学資支給程度に応じて全額支給生は7年、一部支給生5年、自費生3年の服務義務。
- 1904年（明治37年）4月 - 予科に給費生の他に初めて自費生の入学を許可。
- 1906年（明治39年）
  - 1月 - 官費専修科（文科兼修体操・図画手工科）を設置。
  - 12月 - 私費専修科（文科兼修体操・農業植物科）を設置。
- 1907年（明治40年）11月 - 私費専修科（数学・図画手工科）を設置。
- 1908年（明治41年）12月 - 私費専修科（文科兼修体操科）を設置。
- 1909年（明治42年）12月 - 高等師範学校卒業者服務規則改定・高等師範学校規程中改正（文部省令）：甲種学資受給者は7年、乙種は5年、本科私費卒業者は3年の服務義務など。規程中に退学による学資償還対象者に懲戒による退学者を付加。[18]
- 1910年（明治43年）
  - 8月 - 私費専修科（文科兼修体操・図画手工科）を設置。
  - 10月 - 高等師範学校規程中改正（文部省令）：学科目中「倫理」を「修身」に改称（翌年4月施行）。
- 1911年（明治44年）
  - 4月 - 高等師範学校規程中改正（文部省令）：東京・広島2高師卒業者を対象に修業年限2年の専攻科（のちの文理科大学設立の母体）が規定され、専攻科（修身漢文部）新設。
  - 7月 - 私費専修科（数学科）を設置。
  - 10月30日 - 創立40年記念式典挙行、皇太子行啓。東京高師徒歩部員（1913年頃）
嘉納治五郎校長（前列右から4人目）、可児徳部長（前列右から3人目）、金栗四三（前列左から2人目）、渋谷寿光（後列右から3人目）らの姿が見える。

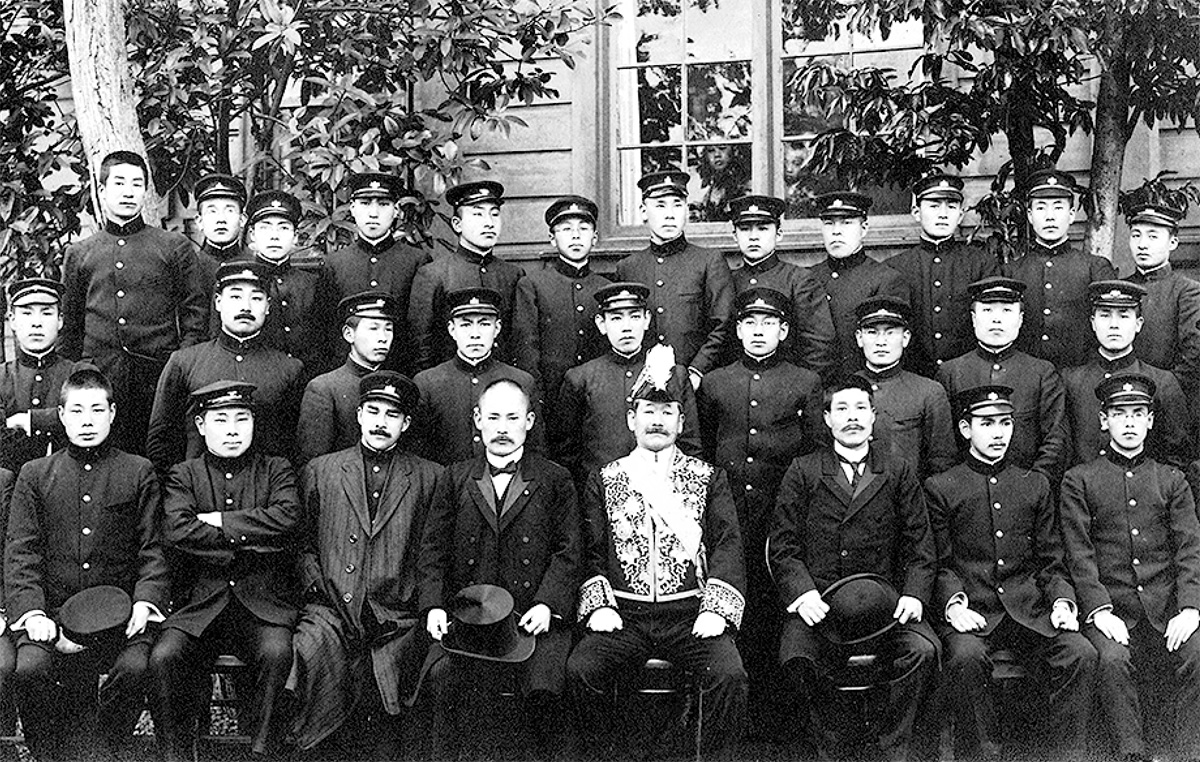
東京高師徒歩部員（1913年頃）
嘉納治五郎校長（前列右から4人目）、可児徳部長（前列右から3人目）、金栗四三（前列左から2人目）、渋谷寿光（後列右から3人目）らの姿が見える。

- 1912年（明治45年）3月 - 専攻科（英語部）を設置。
- 1913年（大正2年）2月 - 私費専修科（体操科）を設置。
- 1914年（大正3年）
  - 4月 - 私費専修科（体操科）を設置。
  - 6月 - 附属教育博物館が分離され、文部省普通学務局所属「東京教育博物館」に。
- 1915年（大正4年）2月 - 高等師範学校規程中改正（文部省令）：再び学科を文科・理科に分け、東京高師に特科として体育科を設置（4月施行）。
- 1918年（大正7年）4月 - 専攻科（修身教育部）を設置。
- 1919年（大正8年）
  - 4月 - 私費専修科（図画手工科）及び専攻科（修身漢文部）を設置。
  - 12月 - 東京高師の大学昇格運動開始。
- 1920年（大正9年）
  - 1月 - 嘉納治五郎校長が依願退官。
  - 2月 - 第1回東京箱根間往復大学駅伝競走で優勝。
  - 4月 - 専攻科（修身教育部）を設置。
- 1921年（大正10年）
  - 2月 - 高等師範学校規程改正（文部省令）：第1条「特科トシテ」を削除。 4月より体育科が文科・理科と対等の本科となり、体操・遊戯・競技、柔道、剣道の3専攻を設置。
  - 4月 - 専攻科（修身教育部）を設置。
  - 4月 - 高等師範学校等卒業者服務規則（文部省令）改定：卒業証書受領日より、学資受給者は修業年限の1.5倍に相当する期間、非受給者は修業年限の2分の1に相当する期間、2学科以上修了した場合は通算して最長8年間を教育に関する職務の従事義務、かつ当初1年間は文部大臣の指定に従い就職する義務を負う。
  - 8月 - 講堂において大日本学術協会主催の「八大教育主張講演会」開催。
- 1922年（大正11年）
  - 4月10日 - 臨時教員養成所を附設（第一臨時教員養成所、以下後出）。
  - 4月 - 専攻科（修身教育部）及び私費専修科（図画手工科）を設置。
- 1923年（大正12年）
  - 4月 - 専攻科（修身教育部）を設置。
  - 9月1日 - 関東大震災
    - 文部省と東京女子高等師範学校が焼失し、文部省は本館内に仮事務所を設け、女高師は東西両館に仮教室を開設。

  - 11月16日 - 西館第50号化学実験室より失火、西館・柔道場・剣道場の3棟焼失。
- 1924年（大正13年）4月 - 専攻科（修身教育部）を設置。
- 1925年（大正14年）
  - 4月13日 - 陸軍現役将校学校配属令（勅令）公布。
  - 4月 - 専攻科（修身教育部）及び専修科（図画手工科）を設置。
- 1926年（大正15年）
  - 3月 - 特設予科（外国人留学生の準備教育）設置と規程制定。
  - 4月 - 専攻科（修身教育部）を設置。
  - 8月 - 高等師範學校及女子高等師範學校生徒募集規程（文部省令）。
  - 10月 - 東京高師規則改正、予科を廃止。

- 1927年（昭和2年）

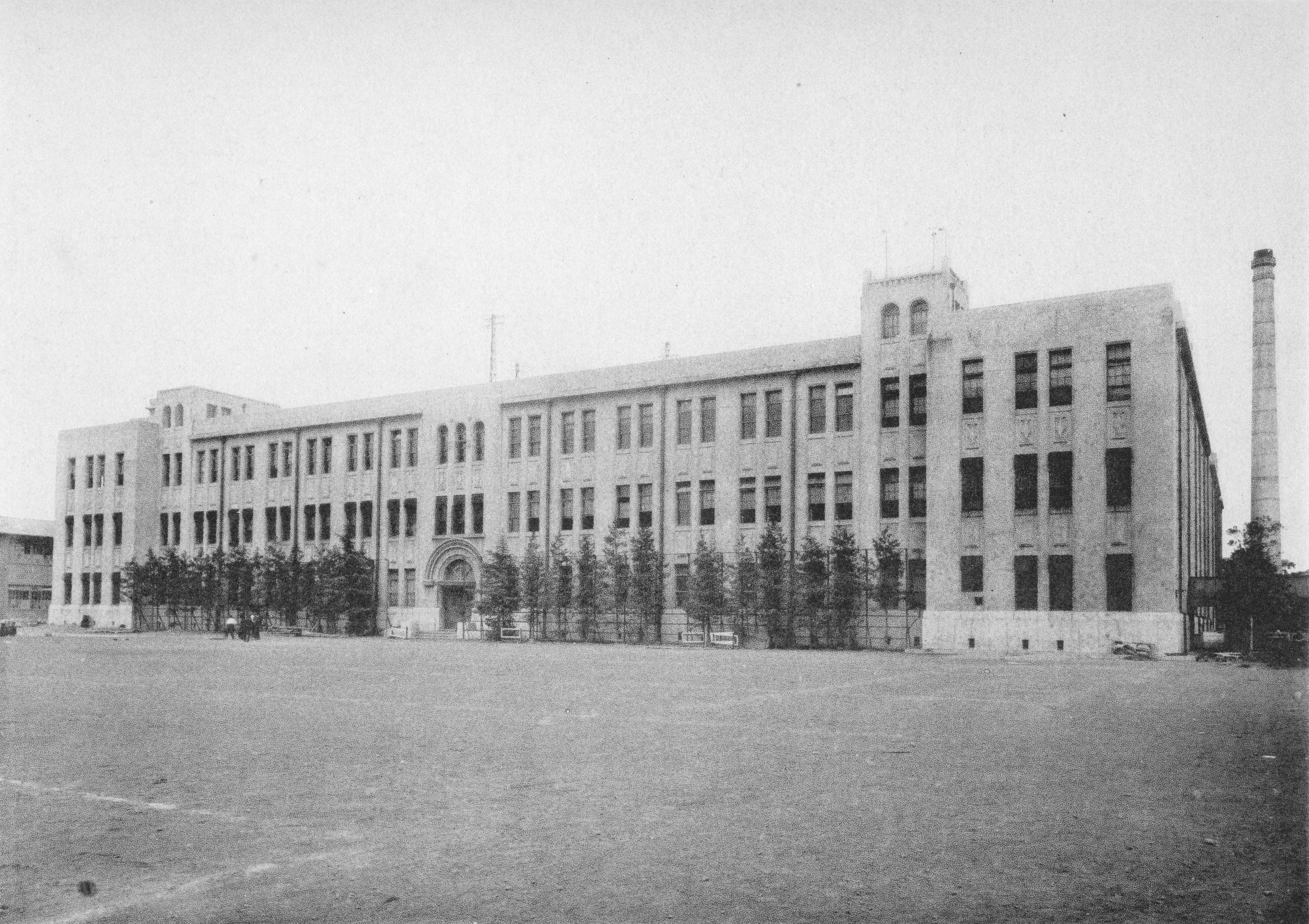
西館（1927年竣工）

  - 4月1日 - 兵役法公布（徴兵令改正）。
  - 4月 - 専攻科（修身教育部）を設置。
- 1928年（昭和3年）4月 - 専攻科（修身教育部）及専修科（図画手工科）を設置。
- 1929年（昭和4年）
  - 4月1日 - 官立文理科大学官制・高等師範学校官制（勅令）公布：東京文理科大学に東京高師を、広島文理科大学に広島高師を附置。学校長は文理科大学教授中より補任。
  - 4月1日 - 文部省直轄諸学校名誉教授ニ関スル件中改正・同名誉教授ノ待遇ニ関スル件中改正（勅令）公布：高等師範学校に名誉教授制導入。
- 1930年（昭和5年）3月 - 高等師範学校専攻科卒業者ノ称号ニ関スル件（勅令）公布。同年3月31日以前の専攻科卒業者は「文学士」と称することが可能に。
- 1931年（昭和6年）
  - 4月 - 専修科（図画手工科）を設置。
  - 10月30日 - 創立60年記念式典挙行、昭和天皇臨幸。
- 1932年（昭和7年）2月 - 東京文理科大学学則改正により、東京高師第3学年修了者に入学資格付与（翌年4月入学募集より）。
- 1934年（昭和9年）4月 - 専修科（図画手工科）を設置。
- 1937年（昭和12年）4月 - 専修科（図画手工科）を設置。
- 1940年（昭和15年）4月 - 専修科（図画手工科）を設置。
- 1941年（昭和16年）
  - 3月1日 - 国民学校令（勅令）公布。
  - 3月 - 高等師範学校規程中改正（文部省令）：東京高師に芸能科を追加。
  - 3月 - 高等師範学校官制（勅令）改正：附属小学校を附属国民学校に。
  - 4月 - 芸能科を新設・募集、図画手工専修科規則を昭和15年度限りで廃止し、該科2学年生徒を当年度より芸能科2学年に編入。
  - 10月16日 - 大学学部等ノ在学年限又ハ修業年限ノ臨時短縮ニ関スル件（勅令）公布、在学徵集延期期間ノ短縮ニ関スル件（陸軍省・文部省令）。
  - 10月16日 - 大学学部等ノ在学年限又ハ修業年限ノ昭和十六年度臨時短縮ニ関スル件（文部省令）：高師・女高師（教育科及び研究科を除く）の同年度卒業予定者の修業年限を3か月短縮（第2条）。
  - 11月1日 - 大学学部等ノ在学年限又ハ修業年限ノ昭和十七年度臨時短縮ニ関スル件（文部省令）：高師・女高師（教育科及び研究科を除く）及び臨時教員養成所の当該年度卒業予定者の修業年限を6か月短縮（第2条）。
  - 11月22日 - 国民勤労報国協力令（勅令）公布。
  - 12月8日 - マレー作戦・真珠湾攻撃
  - 12月 - 在学年限臨時短縮の臨時規則を定める。
- 1942年（昭和17年）
  - 11月25日 - 大学学部等ノ在学年限又ハ修業年限ノ昭和十八年度臨時短縮ニ関スル件（文部省令）：高師・女高師（教育科及び研究科を除く）及び臨時教員養成所の当該年度卒業予定者の修業年限を6か月短縮（第2条）。
- 1943年（昭和18年）
  - 3月8日 - 改正師範教育令（勅令）公布（4月1日施行）。
    - 師範学校は授業料を徴収せず（7条）、高等師範学校は「皇国の道に則りて中学校及高等女学校の教員たるべき者の錬成」を目的（12条）。修業年限4年（14条）。入学資格は中学校卒業者又は同等以上の学力ありと認められた者（15条）。附属中学校及び附属国民学校を設置（18条）。
    - 師範学校は旧制専門学校と同格とされたため、当該教員は養成対象から除外され、中学校及び高等女学校のみの教員を養成。

  - 3月8日 - 高等師範学校及女子高等師範学校規程（文部省令）：東京高師に文科・理科・体育科・芸能科を設置。学科目とともに「修練」を必修化。教職服務義務は卒業証書受領日より、学資非受給者は在学期間の2分の1、受給者は受給期間＋在学期間の2分の1の期間とし、2学科以上修めた場合は通算上限8年、当初1年間は文部大臣の指定に従い就職。　→高等師範学校規程、高等師範学校及女子高等師範学校生徒募集規程、高等師範学校等卒業者服務規程は廃止
  - 8月23日 - 学徒勤労令（勅令）公布。
  - 11月25日 - 大学学部等ノ在学年限又ハ修業年限ノ昭和十九年度臨時短縮ニ関スル件（文部省令）：高師・女高師及び臨時教員養成所の当該年度卒業予定者の修業年限を6か月短縮（第1、2条）。1945年5月の東京大空襲により門柱だけとなった東京高師大塚校舎
- 1945年（昭和20年）

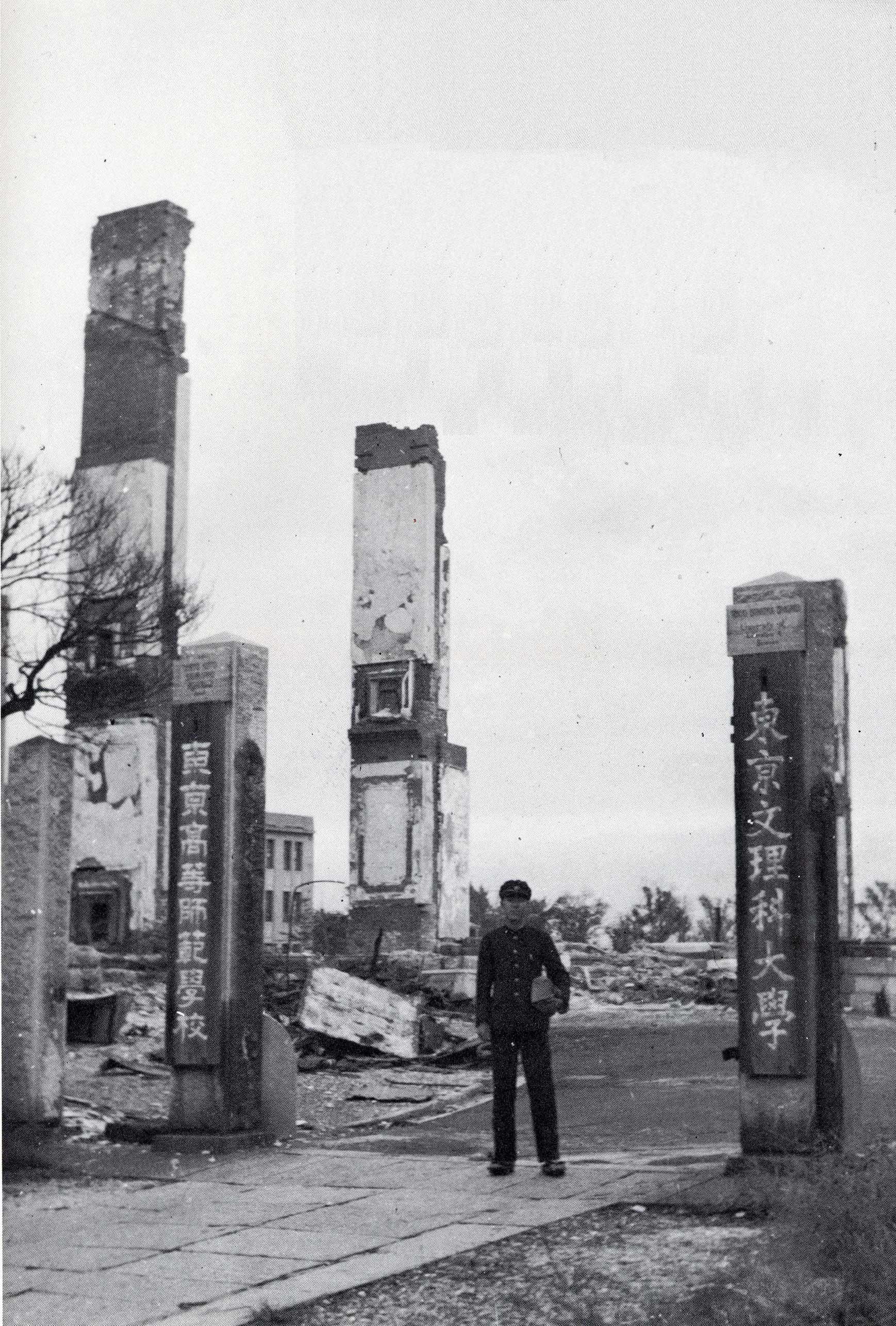
1945年5月の東京大空襲により門柱だけとなった東京高師大塚校舎

  - 3月6日 - 国民勤労動員令（勅令）公布。
  - 3月16日 - 大学学部等ノ在学年限又ハ修業年限ノ昭和二十年度臨時短縮ニ関スル件（文部省令）：高師・女高師及び臨時教員養成所の当該年度卒業予定者の修業年限を6か月短縮（第1、2条）。
  - 5月22日 - 戦時教育令（勅令）公布。
  - 5月25日 - 3月に続く大規模な東京空襲により本館など施設の大半を焼失。
  - 8月15日 - 終戦
- 1946年（昭和21年）4月1日 - 教員養成諸学校官制（勅令）公布：東京高師学校長は東京文理科大学の学長たる文部教官又は文部事務官、広島高師学校長は広島文理科大学の学長たる文部教官又は文部事務官を充当（第6条）。　→高等師範学校官制・文部省直轄諸学校職員定員令は廃止
- 1947年（昭和22年）
  - 3月31日 - 教育基本法・学校教育法公布。　→師範教育令等廃止
  - 5月23日 - 学校教育法施行規則（文部省令）制定。　→高等師範学校及女子高等師範学校規程廃止

### 「東京教育大学東京高等師範学校」時代 (1949–52)
- 1949年（昭和24年）
  - 5月31日 - 国立学校設置法公布。　→新制東京教育大学設置により東京文理科大学・東京農業教育専門学校・東京体育専門学校とともに包括され、東京教育大学東京高等師範学校と改称。
  - 5月31日 - 教育職員免許法・教育職員免許法施行法公布。
- 1952年（昭和27年）3月31日 - 国立学校設置法一部改正により廃止。

### 附属学校
本校の改称に伴う附属校名の改称は省略。

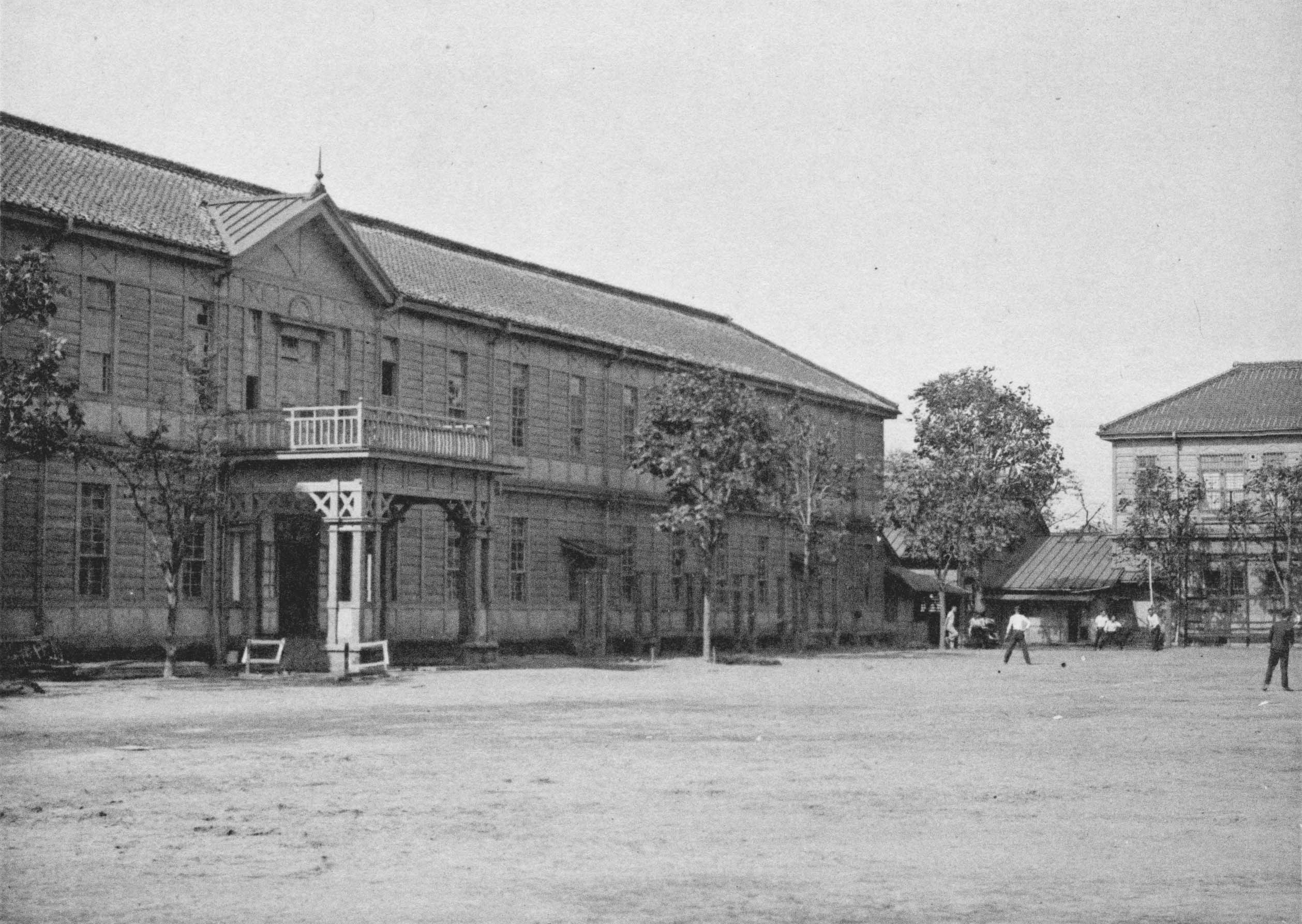
東京高等師範学校附属中学校

- 1873年（明治6年）1月 -「練習小学校」を附設（筑波大学附属小学校の起源）。
- 1888年（明治21年）- 練習小学校を「附属学校」と改称し小学科・尋常中学科を設置。
  - 「尋常中学科」は筑波大学附属中学校・高等学校の起源。
- 1896年（明治29年）- 附属学校の尋常中学科を分離し「附属尋常中学校」を設置。
- 1899年（明治32年）- 附属尋常中学校を附属中学校と改称。
- 1941年（昭和16年）- 国民学校令により、附属小学校を附属国民学校と改称。
- 1947年（昭和22年）- 学制改革により、附属中学校を新制の附属中学校・高等学校、附属国民学校を附属小学校に改編改称。
- 1949年（昭和24年）- 東京教育大学附属となる。

### 教員養成所
- 1922年（大正11年）4月10日 - 臨時教員養成所を附設（第一臨時教員養成所）。国語漢文科・英語科・数学科・歴史地理科・体操科を設置。
- 1930年（昭和5年）- 臨時教員養成所の廃止。以後しばしば再設置・廃止をくり返す。
- 1940年（昭和15年）- 傷痍軍人中等教員養成所を附設。臨時教員養成所が再び附設。
- 1944年（昭和19年）- 傷痍軍人中等教員養成所を廃止。
- 1945年（昭和20年）- 特設中等教員養成所を附設。
- 1948年（昭和23年）- 臨時教員養成所・特設中等教員養成所を廃止。

## 歴代校長
師範学校学長・東京師範学校長

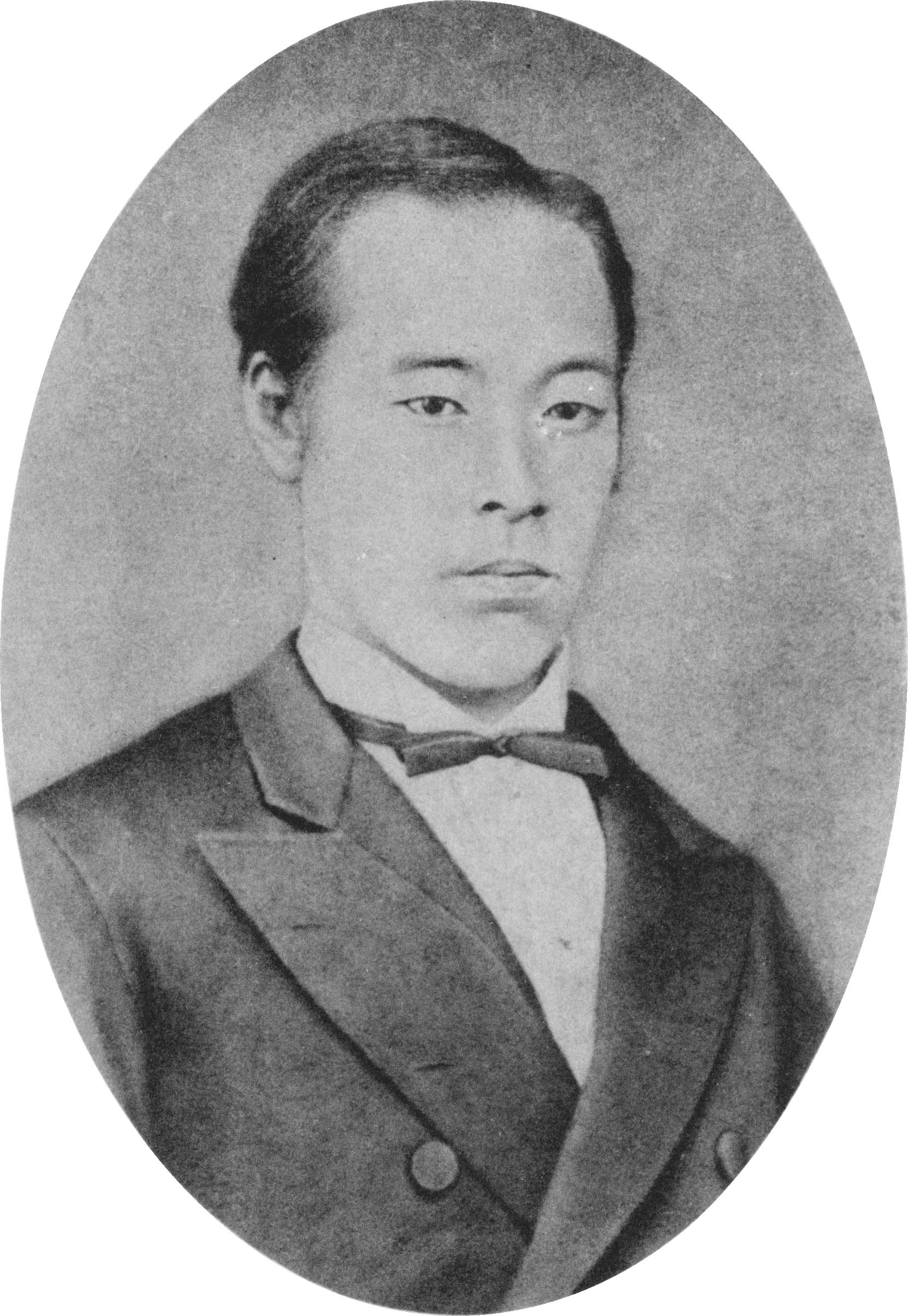
諸葛信澄

- 諸葛信澄（旧長府藩臣：1873年6月15日 - 1875年4月）[19] - 大阪師範学校長に転出。
1873年8月：師範学校を東京師範学校と改称。
1873年11月2日：学長を学校長と改称[20]。
1875年4月27日 - 5月22日：教諭小沢圭二郎が校長心得[21]。
1875年5月4日 - 1877年2月21日：箕作秋坪が摂理嘱託[22]。 - 依願退任（のち教育博物館長）。
1875年5月22日 - 1877年8月31日：小沢圭二郎が校長補[21]。 - 前教諭。訓導に転任。
- 秋山恒太郎（旧越後長岡藩臣：1877年2月 - 1878年10月）[23] - 元長崎師範学校長。依願退任（のち静岡県浜松中学校長）。
1878年10月16日 - 1879年3月22日：伊沢修二が校長補（途中から体操伝習所主幹を兼任）[24]。
- 伊沢修二（旧高遠藩臣：1879年3月22日 - 1881年6月2日）[24] - 前校長補兼体操伝習所主幹。文部少書記官に転出。
はじめ体操伝習所主幹を兼任。
1879年3月28日 - 1881年7月6日：訓導高嶺秀夫が校長補兼任[25]。
1881年6月23日 - 1885年8月26日：文部省御用掛西周が校務嘱託[26]。
- 高嶺秀夫（旧会津藩臣：1881年7月6日 - 1886年3月6日）[27] - 前訓導兼校長補。専任教諭に転任。
教諭兼任。
1885年8月26日 -：文部省御用掛森有礼が監督[28]。
- 山川浩（旧会津藩臣：1886年3月6日 - 4月）[29]
兼官（歩兵大佐→陸軍歩兵大佐、本職陸軍省総務局制規課長）。

高等師範学校長・東京高等師範学校長

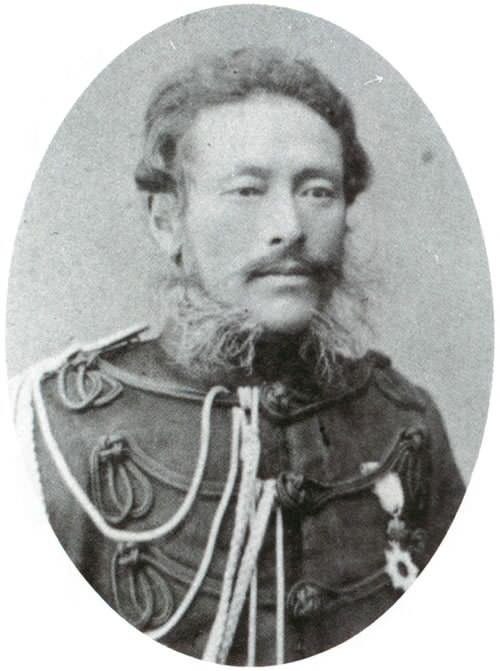
山川浩 / 軍籍のまま校長に就任

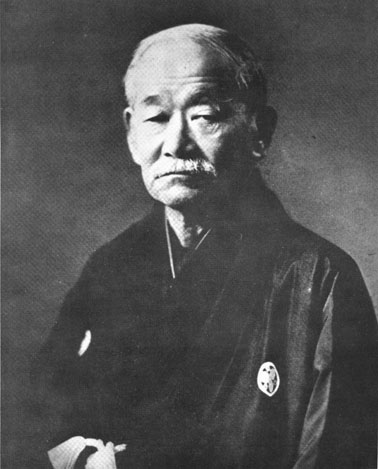
嘉納治五郎 / 3期にわたり久しく校長の任にあった

- 山川浩（1886年4月29日 - 1891年8月13日） - 依願退任。
兼官（陸軍歩兵大佐、本職陸軍省総務局制規課長）→本官（陸軍少将、途中から貴族院議員）。
1891年8月13日 - 16日：教授高嶺秀夫が校長心得。
- 高嶺秀夫（1891年8月16日 - 1893年9月9日） - 前教授。依願退任（のち帝国博物館理事）。
教授兼任。
1893年9月13日 - 20日：文部省参事官嘉納治五郎が校長心得。
- 嘉納治五郎（1893年9月20日 - 1897年8月20日） - 前第一高等中学校長兼文部省参事官。非職により退任（のち校長再任）。
文部省参事官兼任。
- 河内信朝（旧長州藩臣：1897年8月20日 - 11月19日） - 前山口県尋常師範学校長。文部書記官に転出。
- 嘉納治五郎（1897年11月19日 - 1898年6月20日） - 元校長。専任文部省普通学務局長に転出。
途中から普通学務局長を兼任。
- 矢田部良吉（1898年6月20日 - 1899年8月8日） - 前教授兼附属音楽学校教授。在任中死去。
教授兼任。
1899年8月9日 - 30日：教授後藤牧太が校長事務取扱。
- 伊沢修二（1899年8月30日 - 1900年12月28日） - 元台湾総督府民政局事務官。依願退任。
貴族院議員。
1900年12月28日 - 1901年1月8日：教授後藤牧太が校長心得。
- 澤柳政太郎（1901年1月8日 - 5月9日）
兼官（本官文部省普通学務局長）。
- 嘉納治五郎（1901年5月9日 - 1920年1月16日） - 元文部省普通学務局長。依願退任（のち貴族院議員）。
1902年4月1日：高等師範学校を東京高等師範学校と改称。
- 三宅米吉（1920年1月16日 - 1929年4月1日、1929年4月13日-11月11日） - 前教授。
本官（教授兼任→教授・帝室博物館総長兼任→教授・宮中顧問官兼任）→兼任東京文理科大学教授から補職（本官同学長、宮中顧問官も兼任）。
1929年11月11日 - 12月6日：東京文理科大学教授松井簡治が校長事務取扱。
- 大瀬甚太郎（1929年12月6日 - 1934年1月16日）
兼任東京文理科大学教授から補職（本官同学長）。
- 森岡常蔵（1934年1月16日 - 1940年9月4日）
兼任東京文理科大学教授から補職（本官同学長）。
- 河原春作（1940年9月4日 - 1945年6月13日）
兼任東京文理科大学教授から補職（本官同学長、一時東京高等体育学校長→東京体育専門学校長も兼任）。
1945年6月13日 - 7月11日：文部次官河原春作が校長事務取扱。
- 務台理作（1945年7月11日 - 1948年7月31日）
兼任東京文理科大学教授から補職（本官同学長）。
- 杉村欣次郎（1948年7月31日 - 1949年5月[30]）
兼職（本職東京文理科大学長、同教授も兼職）。
1949年5月31日：東京高等師範学校を東京教育大学東京高等師範学校に改組。
1949年5月-7月：文部省社会教育局長柴沼直が校長事務取扱[30]。
- 柴沼直（1949年7月31日 - 1952年3月31日）
兼職（本職東京教育大学長、東京教育大学東京文理科大学長も兼職、はじめ東京教育大学東京体育専門学校長・東京教育大学東京農業教育専門学校長も兼職）。

## 校地の変遷と継承

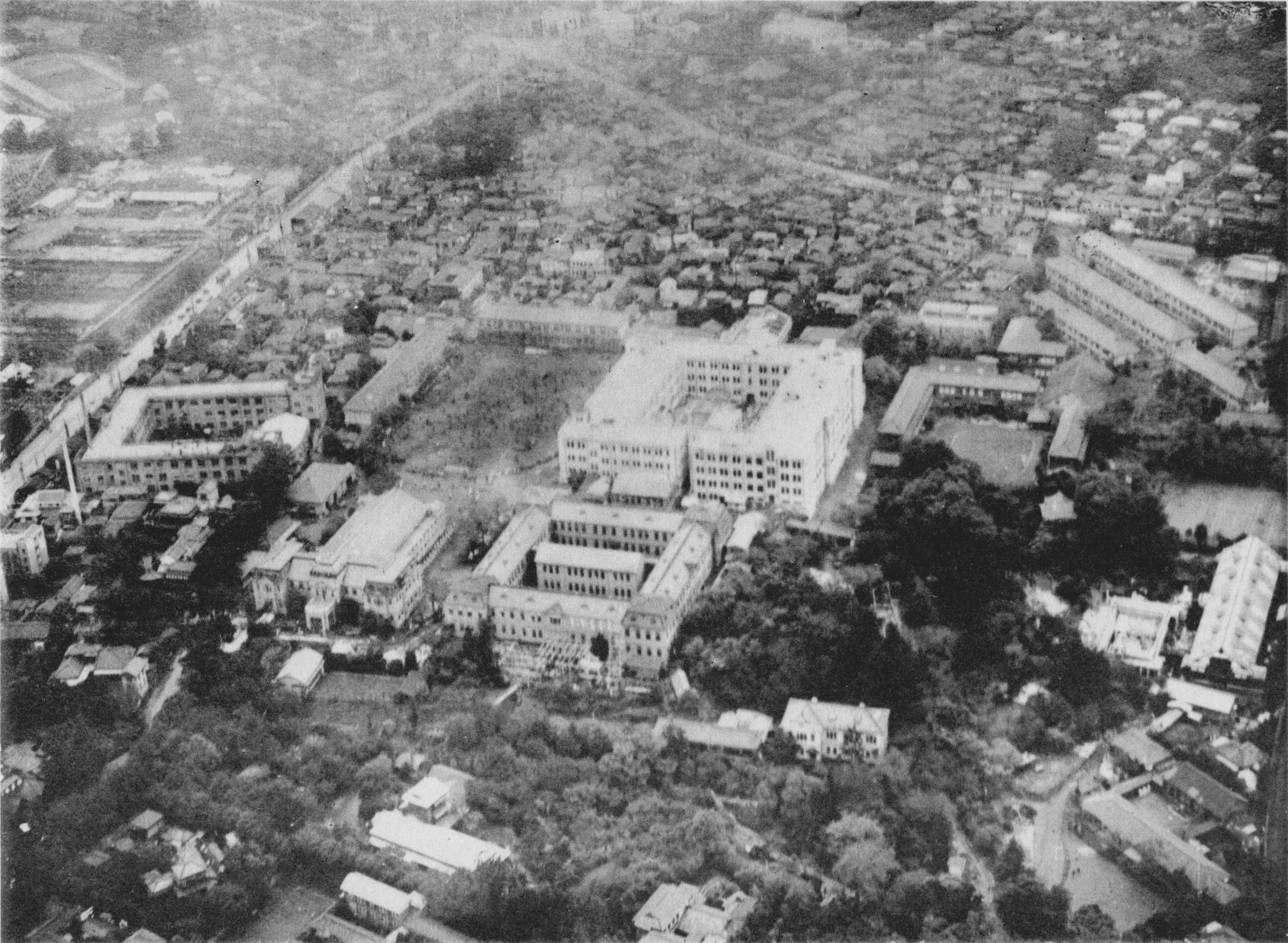
大塚校舎（1931年）

1872年、「師範学校」として設立された際、東京府下湯島の昌平黌（当時は東京府第四大区五小区宮本町。高師設立時は東京市神田区宮本町（現・文京区湯島一丁目）の敷地・校舎を使用していたが、1903年松平大学頭（陸奥守山藩）邸の跡地であった大塚（当時は東京市小石川区大塚窪町。現・文京区大塚三丁目））に移転し、同邸の名園であった「占春園」は校内の憩いの地として親しまれ、校長・嘉納治五郎の銅像が建立された。東京高師（および東京文理大）の大塚校地は後身校たる新制東京教育大学の本部キャンパスとして継承され、同キャンパスは東教大の筑波大学への改編以降、筑波大の東京キャンパス大塚地区や教育の森公園として整備された。
附属学校（小学校・中学校）は発足時には湯島の東京師範学校内に置かれたが、1890年には一ツ橋（東京市神田区一ツ橋通町、現・千代田区一ツ橋二丁目）に移転し、1904年から1909年にかけて東京高師の大塚新校地に再び統合された。その後附属中学のみ1940年に小石川区大塚町56（現・大塚二丁目）の新校舎に移転。両校は東京高師を引き継ぐ東京教大の筑波大への改組・移転を経たのちも従来からの大塚の校地に止まっており、先述の「占春園」および嘉納治五郎像も附属小の敷地内に残されている。

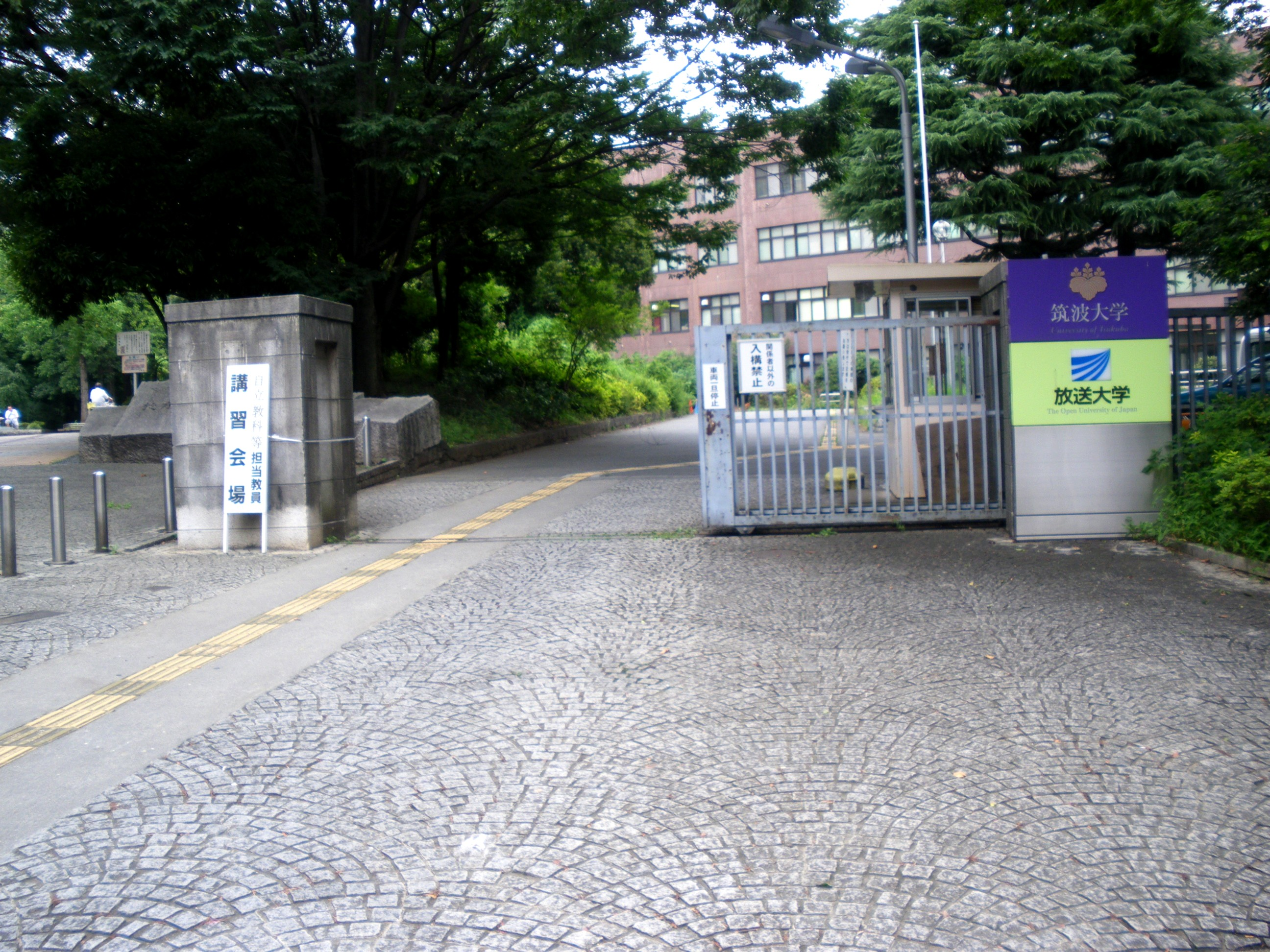
筑波大学東京キャンパス大塚地区（2009年） / かつての東京高師大塚校地。
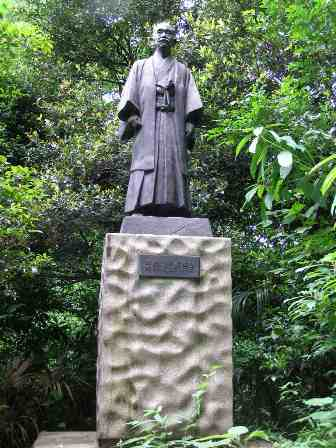
筑波大学附属小学校内の嘉納治五郎像 / 銅像の立地する校内庭園はかつての東京高師の占春園であった。

## 関連文献
- 東京文理科大学、東京高等師範学校編纂 『創立七十年』 培風館、1941年10月
- 東京文理科大学 『東京文理科大学閉学記念誌』 1955年7月
- 鈴木博雄著 『東京教育大学百年史』 日本図書文化協会、1978年7月
- 茗溪会百年史編集委員会編 『茗溪会百年史』 茗溪会、1982年2月